# قصر (فیلم ۱۹۹۴)
قصر (روسی: Замок) فیلمی به کارگردانی آلکسی بالابانوف است که در سال ۱۹۹۴ منتشر شد.